# Jule Vollmer
Jule Vollmer (* 16. Januar 1959 in Witten, Nordrhein-Westfalen) ist eine deutsche Schauspielerin und Autorin.

## Wirken
Seit 1993 reist Vollmer mit literarisch-musikalischen Satireprogrammen als Rezitatorin und Sängerin durch den deutschsprachigen Raum. Des Weiteren arbeitet sie als Sprecherin u. a. für den Westdeutschen Rundfunk, National Geographic Channel, arte u. a. Sender. Sie spricht Kommentare, Rollen und voice-over für Sendungen wie: WDR – Zeitzeichen, WDR – Stichtag, WDR – Planet Wissen, WDR – Passagen, WDR – Lernzeit, WDR – Tipps & Termine, „Das Wunder des Lebens“ NatGeoChannel.

## Synchronisation
- Anne of Green Gables (kanadischer Spielfilm, zwei Folgen)
- VIPO – animierte Kinderserie TV u. CD (26 - Folgen)

## Theater und Musik
- Seit 1987 Bühnenschauspielerin und Sängerin an diversen Bühnen des Ruhrgebietes
- Seit 2001 Mitinitiatorin und Sängerin der Jazz Formation JAZZ SEASON

## Bibliographie
Veröffentlichungen von Kurzgeschichten in Anthologien bei:
- Hoffmann & Campe:	Der Macho-Guide			        2000 	ISBN 3-455-10394-4
- Heyne:		Ferienlesebuch				2001	ISBN 3-453-18727-X
- Knaur:		PUR – Die Bar Anthologie		2001	ISBN 3-426-61846-X
- Eichborn:		Fritz Walter, Kaiser Franz u. wir	2004	ISBN 3-8218-4884-7
- Pendragon:		Wilhelm-Busch-Preis			2005	ISBN 3-86532-033-3
- Heyne:		Fritz Walter, Kaiser Franz u. wir	2006	ISBN 3-453-40124-7
- Klartext:             Von Rosa und anderen Tagen              2010    ISBN 978-3-8375-0349-4
- Kopaed:               Reif für die Bühne Bd. I                2010    ISBN 978-3-86736-096-8
- Klartext:             Druckstellen                            2012    ISBN 978-3-8375-0723-2
- Kopaed:               Reif für die Bühne Bd. II               2013    ISBN 978-3-86736-296-2
- Amazon Singles        „Autorin - Klara von Annen“             2015    als E-Book-Download
- Klartext:             Budenzauber                             2016    ISBN 978-3-8375-1707-1
- Klartext:             UND SELBST?                             2017    ISBN 978-3-8375-1772-9

Weitere Veröffentlichungen:
- LitArt Edition:	„Für kurze Zeit ein langes Leben“ 	2007	ISBN 978-3-00-022462-1
- LitArt Edition: 	„Zuckersüß & Bitterbös“		        2009
- LitArt Edition:       „Zuckersüßer & Bitterböser“             2010

Hörspielbearbeitung:
- Universal Family Entertainment:    	26. Hörspielfolgen „Vipo“ DVD u. CD  2008
- LitArt Edition:			„Zuckersüß & Bitterbös“ CD	     2006
- LitArt Edition:			„Mehr Zuckersüßes & Bitterböses“ CD  2010
- LitArt Edition:                       „Damenkarussell“ Hörspiel CD         2012

Theaterstücke:(alle Rechte bei Jule Vollmer/Molly Müller)
- „Solitär“                                          Uraufführung - 1992 Witten
- „Tango Café Esperanza“ ein getanztes Hörspiel      Uraufführung - 2011 Witten
- „Mitbewohnerin gesucht!“                           Uraufführung - 2012 Siegburg
- „Damenkarussell“                                   Uraufführung - 2013 Witten
- „Weihnacht in der Villa Stein“                     Uraufführung - 2014 Dortmund
- „Ich geh’ tanzen“                                  Uraufführung - 2015 Dortmund
- „Culinaritas Staffel I.  – Essen auf Rädern“       Uraufführung - 2015 Dortmund (unter d. Pseudonym Molly Müller)
- „Aufgeräumt“                                       Uraufführung - 2016 Witten
- „Culinaritas Staffel II. - HaWe nimmt Fahrt auf“   Uraufführung - 25. März 2017 (unter d. Pseudonym Molly Müller)